# Oljato-Monument Valley, Arizona
Oljato-Monument Valley je naseljeno područje za statističke svrhe u američkoj saveznoj državi Arizona. Prema popisu stanovništva iz 2010. u njemu je živjelo 154 stanovnika.